# 弗罗茨瓦夫斯大林主义受害者纪念碑

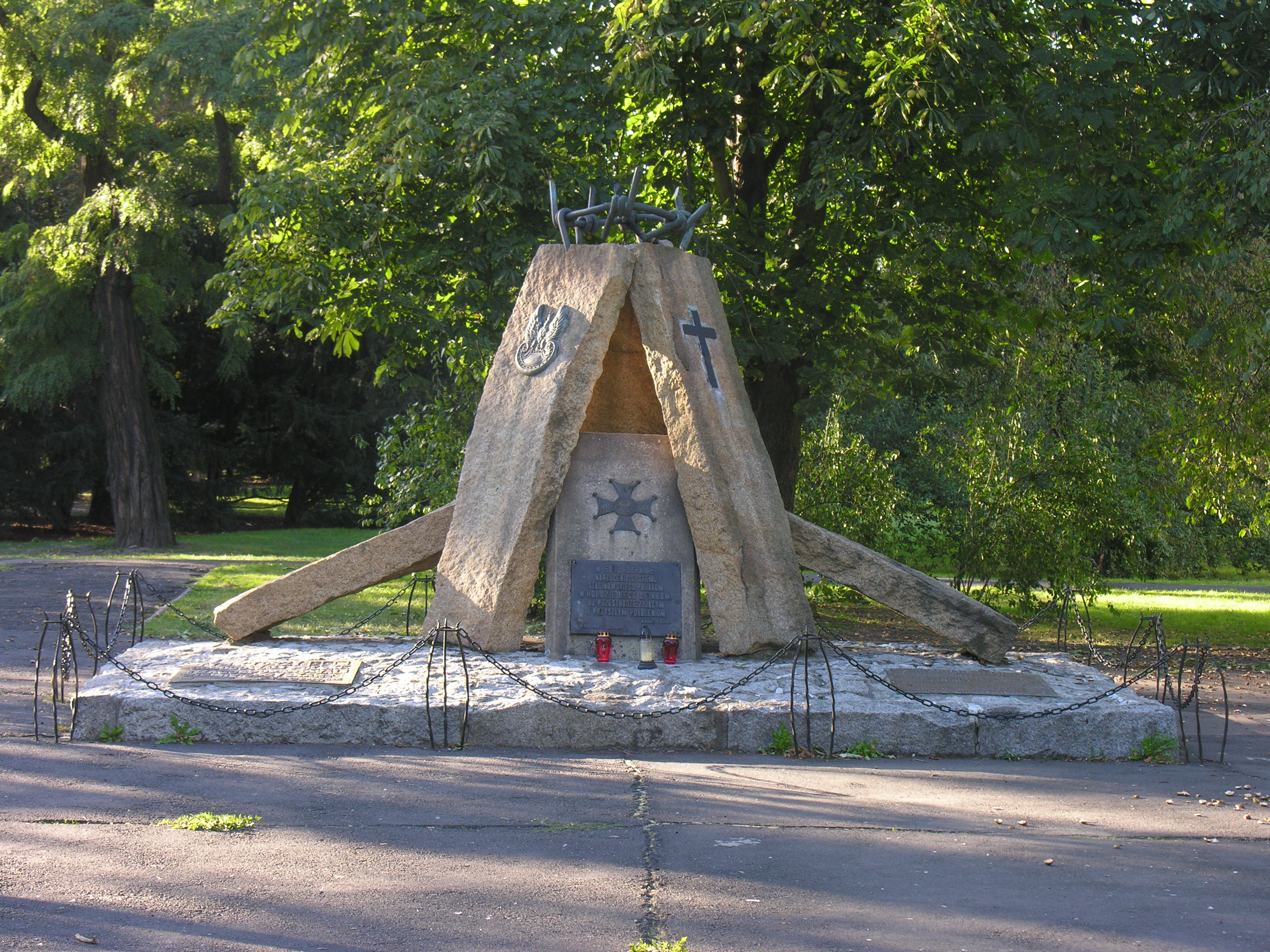

弗罗茨瓦夫斯大林主义受害者纪念碑（波兰语：Pomnik Ofiar Stalinizmu we Wrocławiu）坐落在弗罗茨瓦夫的弗罗茨瓦夫歌剧院附近。
弗罗茨瓦夫斯大林主义受害者纪念碑于1989年9月17日揭幕，是塔德乌斯·泰勒的作品，类似于石棚墓，由倾斜的石板组成，右侧是十字架，左侧是鹰，中心为波兰军事十字勋章，下面有一块金属板，上面刻着：“斯大林主义制度对波兰人实施 50 周年，作为对受害者的致敬，作为对波兰人民与后代的警告”。顶部冠以荆棘王冠。纪念碑右侧有一块牌匾，题字为：“献给那些重建波兰和开发收复土地的人。波兰建国50周年”。立于1995年。